# Lorenzo Ercoliani

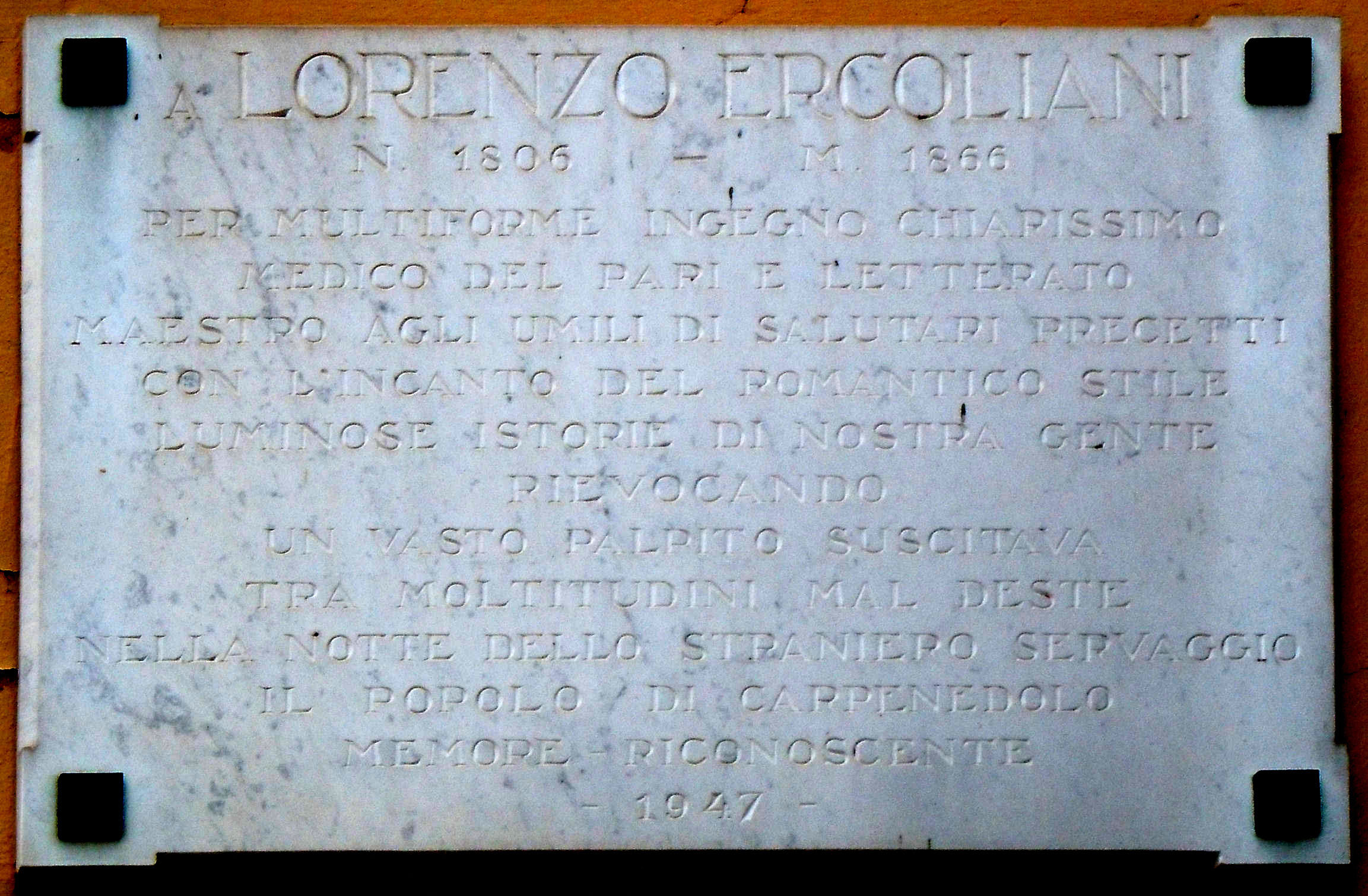
Carpenedolo, lapide sulla casa natale

Lorenzo Ercoliani (Carpenedolo, 8 giugno 1806 – Carpenedolo, 21 settembre 1866) è stato uno scrittore italiano.

## La vita
Nato e vissuto a Carpenedolo, in provincia di Brescia, Lorenzo Ercoliani esercitò la professione medica. Sin da giovane sviluppò, inoltre, una passione letteraria e uno spirito patriottico e quindi un'avversione per gli austriaci.
Nacque l'otto giugno 1806 in Carpenedolo, paese al confine tra Brescia e Mantova, dal notabile Gianandrea, setaiolo, e da Marianna Petrali, casalinga. Il monotono frastuono dei telai domestici (le "trattrici da seta", come allora si dicevano) accompagnò i suoi primi sogni; il ritmo della prosa e della poesia paterne (socio il Gianandrea dell'Ateneo Bresciano) lo incantò alle soglie dell'adolescenza.
Rimase orfano in quella tenera stagione e fu affidato alle cure dell'abate Girolamo Bagatta, fondatore dell'omonimo Istituto d'Educazione di Desenzano del Garda. vi superò, con merito distinto gli studi ginnasiali e liceali.
Dapprima presso l'Università di Pavia, poi a Padova il giovane Ercoliani si dedicò alla medicina e chirurgia. Il successo conclusivo di quegli studi gli permise di rientrare a Carpenedolo per assumervi la condotta medica e per combattere, senza risparmio di energie, il triste contagio del colera nel 1836.
Pagato il suo debito d'affetto al paese natale, l'Ercoliani ascoltò il richiamo, mai spento nel suo cuore, dell'arte. Nel 1841 rinunciò alla professione medica, ritornò studente a Pavia e vi guadagnò, ancora con lode, la laurea in lettere.
In quel pomeriggio solare della sua vita fu invitato a Venezia Per impartire l'insegnamento di materie letterarie presso quell'Accademia reale. E da Venezia, che lo stimò e amò, più non si mosse se non per far ritorno, nel 1864, a Carpenedolo, quando si sentì sfiorare dal freddo sospiro della morte.
Vi chiuse gli occhi il 2 novembre 1866. Dorme accanto ai suoi familiari.
Una lapide, sulla facciata della casa natale, ricorda: "Al dr. Lorenzo Ercoliani - per multiforme ingegno - chiarissimo medico del pari che letterato - maestro agli umili di salutari precetti - con l'incanto del romantico stile - un palpito suscitava fra moltitudini maldestre - nella notte dello straniero servaggio. - Il popolo di Carpenedolo - memore e riconoscente - questo marmo pose".

## Le opere
Scrisse le opere I Valvassori Bresciani nel 1842 e Leutelmonte nel 1844 prendendo spunto da una storia inventata nel Settecento da Giovan Maria Biemmi.

Altre opere di minor rilevanza sono: Adelaide Poncarale (Padova, 1831) ed Elvira ovvero il disinganno delle passioni (Milano, 1836).